# Pavučina snů
Pavučina snů (v anglickém originále Dreamcatcher) je román amerického spisovatele Stephena Kinga s prvky hororu, thrilleru a mimozemské invaze. Kniha z roku 2001, psaná v kurzívě, pomohla autorovi zotavit se z autonehody a byla dokončena za půl roku. Podle Kinga měla mít název Rakovina, ale jeho manželka Tabitha Kingová ho přesvědčila, aby změnil název. Filmová adaptace byla natočena v roce 2003.
V roce 2014 Stephen King řekl magazínu Rolling Stone, že „Pavučinu snů nemám moc rád“.

## Děj
Kdysi dávno v prokletém městě Derry v Maine, se spojilo čtyř celoživotních přátel: Gary "Jonesy" Jones, Pete Moore, Joe "Bobr" Clarendon a Henry Devlin. Kteří, jako mladí teenageři, zachránili Douglase "Dadice" Cavella, staršího chlapce s Downovým syndromem, když ho jiná parta mlátila. Díky jejich novému přátelství s Dadicem, Jonesy, Bobr, Henry a Pete začali sdílet neobvyklé schopnosti včetně telepatie, sdílené sny, a  psychické stopy lidí.
Jonesy, Bobr, Henry a Pete sjíždějí na každoroční loveckou sezonu do "zastrčenky", izolované chaty v severním Maine. Ale v této lovecké sezóně se na zem dostanou mimozemšťané, kteří zahájí invazi, a na oblast je uvalena karanténa. Šílený plukovník americké armády Abraham Kurtz dostal za úkol mimozemšťany zničit. Jonesy a Bobr zůstávají v chatě, zatímco Henry a Pete jedou do obchodu pro zásoby, ale když odjedou, přijde do chatky dezorientovaný a ustrašený cizinec, který se potuloval poblíž během vánice. Mluví o světlech na obloze a vypadá že byl obětí mimozemského únosu. Tomu muži roste víc břicho a je i víc nemocný a umírá, zatímco sedí na záchodě. Mimozemský parazit si vykousá svou cestu ven z jeho těla řitním otvorem a vleze do záchodu. Poté zaútočí na Bobra, kterého také zabije. Jonesy se nadýchá spórů podivné načervenalé houby a poté pozná, že cizinec a s ním ten vesmírný parazit se šíří po chatě, a mimozemská entita ("Pan Šedý"), začíná ovládat jeho mysl.
Henry a Pete se setkávají se ženou, která byla z lovecké skupiny jako podivný muž v chatě. Ona je také v depresi a infikovaná stejným parazitem. Po havárii jejich auta Henry odejde a Pete zůstává se ženou. Henry se málem setká s Jonesym, když šel pro sněžný skútr do chaty. Uprostřed lesa mu dá jeho telepatické vnímání vědět, že Pete je v průšvihu, Bobr je mrtev a Pan Šedý zmanipuloval Jonesyho tělo. Snaží se opustit oblast a dozví se, že tito mimozemšťané se pokusili infikovat Zemi už několikrát. Počínaje havárií v Roswellu v roce 1947, ale složení vzduchu a složení životního prostředí je vždy zastavilo, a americká vláda na něž se pokaždé zaměřovali neúspěšné pokusy o invazi. Infikovaný Jonesy, který má Pana Šedého ve své mysli a také může šířit infekci, Pan Šedý se stal dokonalou Tyfovou Mary—a on to ví.
Henry, který je teď v uvězněn karanténě armády, se snaží přesvědčit Kurtze, aby šli zničit Jonesyho/Pana Šedého, než bude příliš pozdě. Jonesy sám, nyní vězeň ve své vlastní mysli, se snaží pomoci. Oba začínají být přesvědčeni, že jejich starý přítel Dadic může být klíčem k záchraně světa.